# Grangeon (Haute Provence)
Un grangeon est, en Haute-Provence, une ancienne grange-grenier pour serrer les gerbes et le grain.

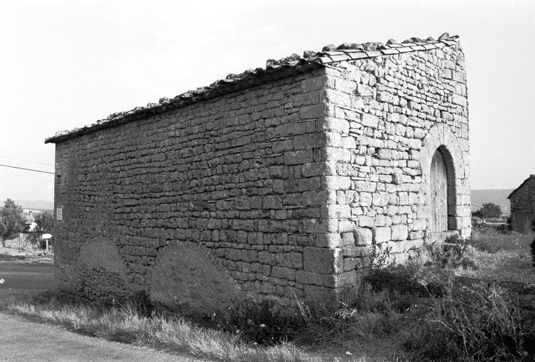
Ancienne grange à blé à Viens (Vaucluse). On a ici une maçonnerie de moellons assisés, liés au mortier, sous une toiture à une pente en tuiles canal (anciennement à deux pentes)

Francisation du provençal granjoun (occitan normalisé granjon, diminutif de granja, grange), le mot « grangeon » désignait autrefois, dans le Vaucluse et les Alpes-de-Haute-Provence, une petite grange en maçonnerie liée au mortier ou sèche (selon le cas), bâtie à côté d'une aire à dépiquer les céréales (blé, seigle principalement). Il s'agit d'un bâtiment rectangulaire allongé, divisé d'une part en un rez-de-chaussée permettant de serrer les gerbes en attente de dépiquage et d'autre part un plancher dallé sous comble permettant de conserver le grain en sacs. 
Dans les années 1980, il y avait encore à Viens, dans le Vaucluse, des grangeons en maçonnerie liée au mortier de chaux, à toiture à une ou deux pentes couvertes en lauses ou en tuiles canal sur voûte clavée en berceau, et à entrées en pierres de taille, vestiges d'une agriculture commerciale ayant connu son heure de gloire aux XVIIe et XVIIIe siècles,,.
L'ensemble muséologique baptisé « Village des bories », situé au quartier des Savournins à Gordes (Vaucluse), recèle des bâtiments allongés, voûtés en pierre sèche, bâtis à côté d'une aire à battre et ayant servi de granges-greniers aux XVIIIe et XIXe siècles.